# František Skokan

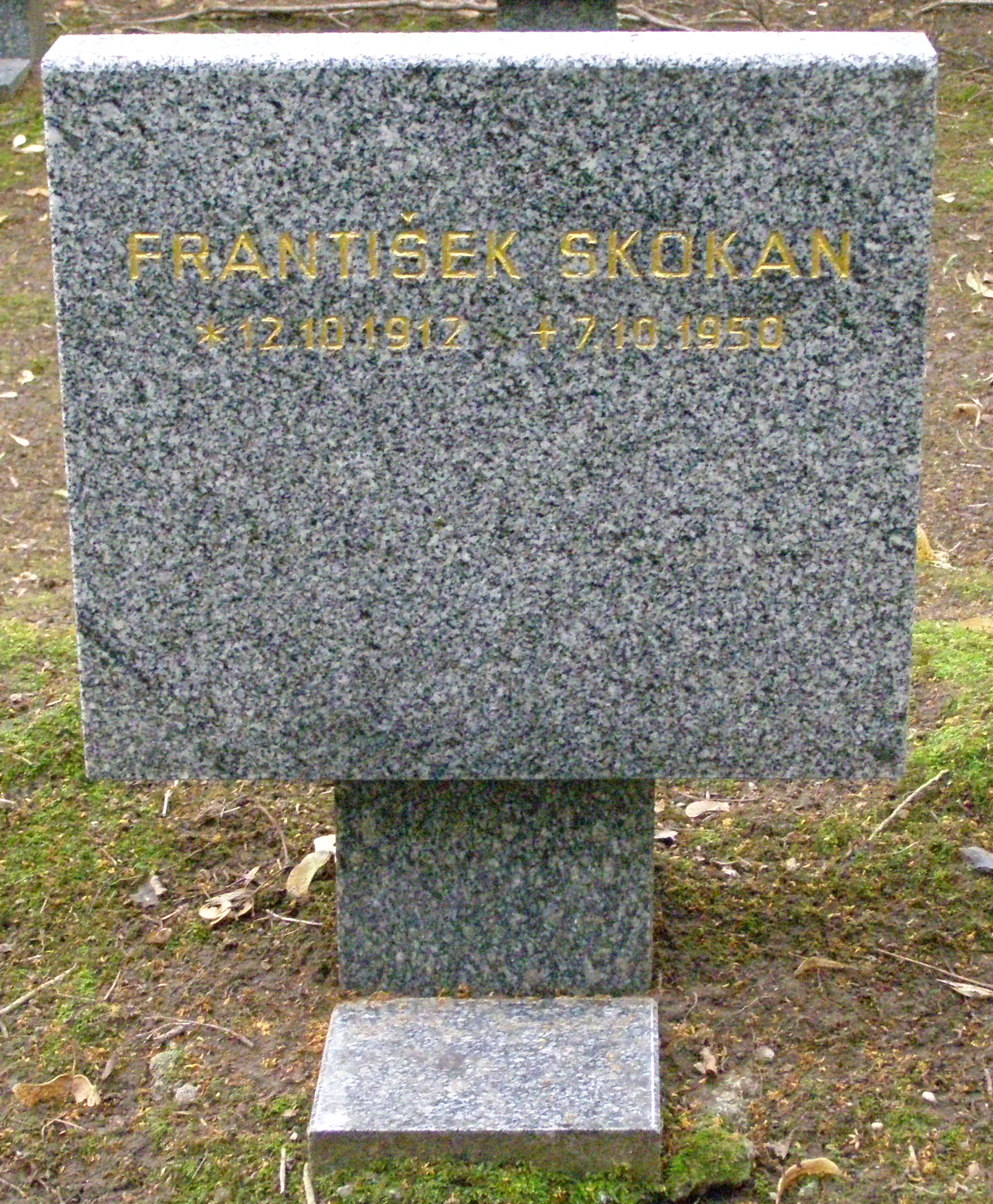
Symbolický hrob na Čestném pohřebišti popravených a umučených z padesátých let (III. odboj) na Ďáblickém hřbitově v Praze

František Skokan (12. října 1912 Dolní Němčice – 7. října 1950 Praha–Pankrác) byl podplukovník československé armády (generál in memoriam), přednosta spojovací služby 1. československého armádního sboru v Sovětském svazu, který byl ve vykonstruovaném procesu obviněn z velezrady a vyzvědačství a odsouzen k trestu smrti.

## Život a působení
Narodil se v Dolních Němčicích (část města Dačice). Jeho otec byl zemědělským dělníkem a padl v první světové válce a matka pak dcerou krejčího, který žil v Sovětském svazu a zemřel v německém koncentračním táboře. V letech 1927 až 1931 studoval na vyšší státní průmyslové škole v Brně, studium úspěšně zakončil maturitou. V letech 1933 až 1934 absolvoval vojenskou základní službu, kde se rozhodl pro aktivní vojenskou službu. V srpnu 1934 začal studovat na Vojenské akademii v Hranicích. Po dvouletém studiu na této akademii byl zařazen v hodnosti poručíka k telegrafnímu praporu 2 v Brně. Dne 30. září 1937 se stal profesorem na Vojenském telegrafním učilišti v Turnově. Za branné pohotovosti státu dělal velitele roty v Banské Bystrici, od 5. listopadu 1938 pak sloužil u telegrafního praporu 7 v Martině (tehdy Turčiansky Svätý Martin). V roce 1939 sloužil u telegrafního praporu 1 v Kutné Hoře. V podmínkách Protektorátu Čechy a Morava působil jako úředník u firmy Wichterle a Kovařík v Prostějově. Dne 1. května 1940 překročil slovenské hranice a dne 16. května 1940 se přihlásil na francouzském konzulátu v Bělehradu k službě v československé zahraniční armádě. V Palestině se stal velitelem technické roty československého pěšího pluku 4 – Východního. Od září 1940 až do května 1943 dělal velitele telegrafní a šifrové skupiny u československé vojenské mise v Jeruzalémě. Současně dělal delegáta ministerstva národní obrany u Československého červeného kříže v Palestině. V červenci 1943 byl odvelen k 1. československé samostatné brigádě v Sovětské svazu, kde se v květnu 1944 stal přednostou spojovací služby 1. československého armádního sboru. Po osvobození Československa působil v hodnosti podplukovníka na ministerstvu národní obrany a u velitelství spojovacího vojska. Dne 2. června 1947 začal studovat na Vyšší akademii generálního štábu K.J.Vorošilova v Moskvě. Z Moskvy byl dne 7. ledna 1948 předčasně odvolán jako osoba vůči Sovětskému svazu nepřátelská. Krátce ještě dělal náčelníka štábu velitelství spojovacího vojska. Dne 8. října 1949 byl zatčen a dne 8. července byl odsouzen za velezradu a vyzvědačství k trestu smrti a ke ztrátě čestných odznaků a vyznamenání. Popraven byl v pankrácké věznici v Praze dne 7. října 1950. V lednu 1969 byl plně rehabilitován. Na podzim roku 1990 obdržel hodnost generála in memoriam.